# Camp Wood
Camp Wood é uma cidade localizada no estado norte-americano do Texas, no Condado de Real.

## Demografia
Segundo o censo norte-americano de 2000, a sua população era de 822 habitantes.
Em 2006, foi estimada uma população de 884, um aumento de 62 (7.5%).

## Geografia
De acordo com o United States Census Bureau tem uma área de
1,3 km², dos quais 1,3 km² cobertos por terra e 0,0 km² cobertos por água. Camp Wood localiza-se a aproximadamente 444 m acima do nível do mar.

## Localidades na vizinhança
O diagrama seguinte representa as localidades num raio de 56 km ao redor de Camp Wood.